# Блэтт, Мелани
Ме́лани Рут Блэтт (англ. Melanie Ruth Blatt; 25 марта 1975, Камден, Лондон, Англия, Великобритания) — британская певица и актриса.

## Биография
Мелани Рут Блэтт родилась 25 марта 1975 года в Камдене (Лондон) в семье еврея и француженки. Она получила своё имя в честь певицы Мелани Сафка. У неё есть младшая сестра — Жасмин Блэтт.
В 1986 году ей диагностировали сколиоз. Родители Блэтт были недовольны лечением дочери английскими врачами, и для её лечения они переехали во Францию, где ей вставили три металлических стержня в спину.

## Карьера
В 1993 году Блэтт выступала под именем Мелани Гийом в группе «Drive» с Жульенн Дэвис. Они выпустили один сингл вместе — «Curfew». Она также выступала в качестве бэк-вокалистки для «Dreadzone» с Дениз ван Аутен. В том же году Блэтт познакомилась с Шазней Льюис. Вместе с Симон Рейнфорд они сформировали группу «All Saints 1.9.7.5», которая позже была переименована в «All Saints», после того как к ним присоединились Николь и Натали Эпплтон.
All Saints имели огромный успех в конце 1990-х—начале 2000-х, и считались второй по популярности женской группой Великобритании, после Spice Girls. В 2001 году группа распалась и Блэтт начала сольную карьеру, однако не преуспела как сольный исполнитель. В 2006 году All Saints воссоединились, их новый сингл «Rock Steady» пользовался успехом, но альбом «Studio 1» показал весьма скромные позиции в чартах, хотя и получил статус «золотого» в Великобритании. Вскоре девушки решили вновь прекратить совместное творчество, и Мелани ушла работать на телевидение. Спустя 10 лет бывшие участницы группы All Saints неожиданно объявили о новом «возвращении». 27 января 2016 года было объявлено о выходе нового альбома под названием «Red Flag», дата релиза назначена на 8 апреля 2016 года.

## Личная жизнь
До 2006 года Мелани состояла в фактическом браке с музыкантом Стюартом Зендером (род. 1974). В этих отношениях Блэтт родила своего первенца — дочь Лилиэлла Зендер (род. 22.11.1998).